# Goodrich (Wisconsin)
Goodrich – miasto w Stanach Zjednoczonych, w stanie Wisconsin, w hrabstwie Taylor.